# 謝禄
謝 禄（しゃ ろく、生没年不詳）は、中国の新代から後漢初期にかけての武将。字は子奇。徐州東海郡臨沂県の人。新代に蜂起した農民軍の赤眉軍における有力部将の一人である。

## 事跡

### 初期の事跡
| 姓名           | 謝禄                              |
| 時代           | 新 - 後漢                         |
| 生没年         | 〔不詳〕                          |
| 字・別号       | 子奇（字）                        |
| 本貫・出身地等 | 徐州東海郡臨沂県                  |
| 職官           | 〔赤眉軍部将〕→右大司馬〔劉盆子〕 |
| 爵位・号等     | 列侯〔更始〕                      |
| 陣営・所属等   | 樊崇→劉盆子                       |
| 家族・一族     | 〔不詳〕                          |

新代に徐州、青州が大飢饉に見舞われ、盗賊が各地に蔓延するようになると、泰山郡で挙兵していた樊崇の傘下へ、琅邪郡出身の逄安、同郷の徐宣・楊音と共に加わった。地皇3年（22年）、王莽は、赤眉軍を討伐するために、更始将軍・平均公廉丹・太師王匡の軍を派遣したが、赤眉軍はこれを撃破し、廉丹を討ち取っている。
更始元年（23年）10月、洛陽に遷都した更始帝（劉玄）に樊崇らと共に降り、謝禄は列侯に封じられている。しかし、赤眉軍の諸将は領地を与えられず、養えなくなった部下の兵士が逃走し始めたため、洛陽から逃亡して再び自軍の下に戻った。赤眉軍は潁川郡に入り、軍を2つに分け、一軍を樊崇が率い、もう一軍を徐宣が率い、謝禄は楊音と共に徐宣の指揮下に加わっている。徐宣軍は陽翟・梁（潁川郡）を攻略して河南太守を斬った。
赤眉軍は連戦連勝しながらも疲弊し、兵士たちは東へ帰ることを求め始めた。樊崇らは、東へ戻れば軍が瓦解すると判断し、あくまで更始帝の拠る長安へ進攻することにしている。更始2年（24年）冬、樊崇軍は武関から、徐宣軍は陸渾関から、それぞれ三輔へ進入し、更始3年（25年）1月には弘農郡で両軍が合流した。

### 劉盆子擁立と更始帝殺害
赤眉軍はさらに更始軍を撃破して、華陰（弘農郡）に到達する。ここで、同年6月、赤眉軍は劉盆子を皇帝に擁立して、建世元年と号し、謝禄は右大司馬に任命されている。その後赤眉軍は、長安を攻め落として更始政権を滅ぼした。
捕虜とされた更始帝は、樊崇らによって処刑されそうになったが、謝禄は劉恭（劉盆子の兄）と共に助命を進言している。辛うじて命を永らえた更始帝は、謝禄を頼って常にその側にあった。ところが、更始帝に兵変を仕掛けたことのある張卬は、更始帝からの報復を恐れ、何とか亡き者にしようとしていた。張卬は、更始帝が他の将に奪われれば謝禄の身が危なくなる、などと唆し、ついに謝禄はこれに引っかかって、部下に命じて更始帝を絞殺してしまったのである。
赤眉軍の支配は乱脈の限りで、長安やその周辺で略奪狼藉を繰り返した。周辺勢力との戦いも続き、建世2年（26年）9月、逄安が赤眉軍の主力部隊を率いて杜陵（京兆尹）に駐屯していた延岑・李宝の討伐に向かったところ、光武帝（劉秀）の大司徒鄧禹が長安を急襲してきた。そこへ謝禄が急遽駆けつけ、長安城内での市街戦の末に、鄧禹を敗走させている。しかし、肝心の逄安が延岑・李宝に大敗し、赤眉軍の主力部隊は壊滅的打撃を受けた。その上、糧食がつきてしまったこともあり、同年12月、赤眉軍の諸将は東へ帰る決断をしたのである。

### 後漢への降伏と最期
建世3年（27年）、赤眉軍は、鄧禹軍を各地で撃破しながら懸命に東へ逃走したが、崤底（弘農郡黽池県）で馮異率いる漢軍に大敗した。赤眉軍は宜陽（弘農郡）へ逃れたが、ここで光武帝らが率いる漢の大軍に正面を防がれ、ついに樊崇・徐宣・謝禄以下30人の赤眉軍の将は肉袒（上半身を肌脱ぎ）して降伏した。
謝禄は妻子と共に洛陽に移住したが、後に（正確な時期は不明）劉恭により、更始帝の仇として殺害されてしまった。

## 関連記事
- 新末後漢初
- 赤眉軍